# Echiniscus apuanus
Echiniscus apuanus är en djurart som tillhör fylumet trögkrypare, och som beskrevs av M. Bertolani 1946. Echiniscus apuanus ingår i släktet Echiniscus och familjen Echiniscidae. Inga underarter finns listade i Catalogue of Life.